# Labà
El Labà - Лаба (rus) - és un riu de la Rússia europea, al Caucas Nord, passa per la República d'Adiguèsia i pel krai de Krasnodar. És un afluent per l'esquerra del riu Kuban. Té una llargada de 214 km.
Neix als vessants nord-occidentals del Gran Caucas, de la confluència de dos rius constituents, el Bolxaia Labà i el Màlaia Labà, discorrent principalment en direcció septentrional, i girant cap al nord-oest i a l'oest, fins a acabar al Kuban al seu curs mitjà prop d'Ust-Labinsk. Els principals afluents són el Txamlik per la dreta i el Fars per l'esquerra.